# 福纽德区
福纽德区（匈牙利語：Fonyódi járás），是匈牙利绍莫吉州的一个区，总面积645.44平方公里，总人口33,785人（2011年），人口密度52人/平方公里。中心城市为福紐德。

## 市镇
福纽德区包含4个城镇和17个村庄。